# Manitoba Act

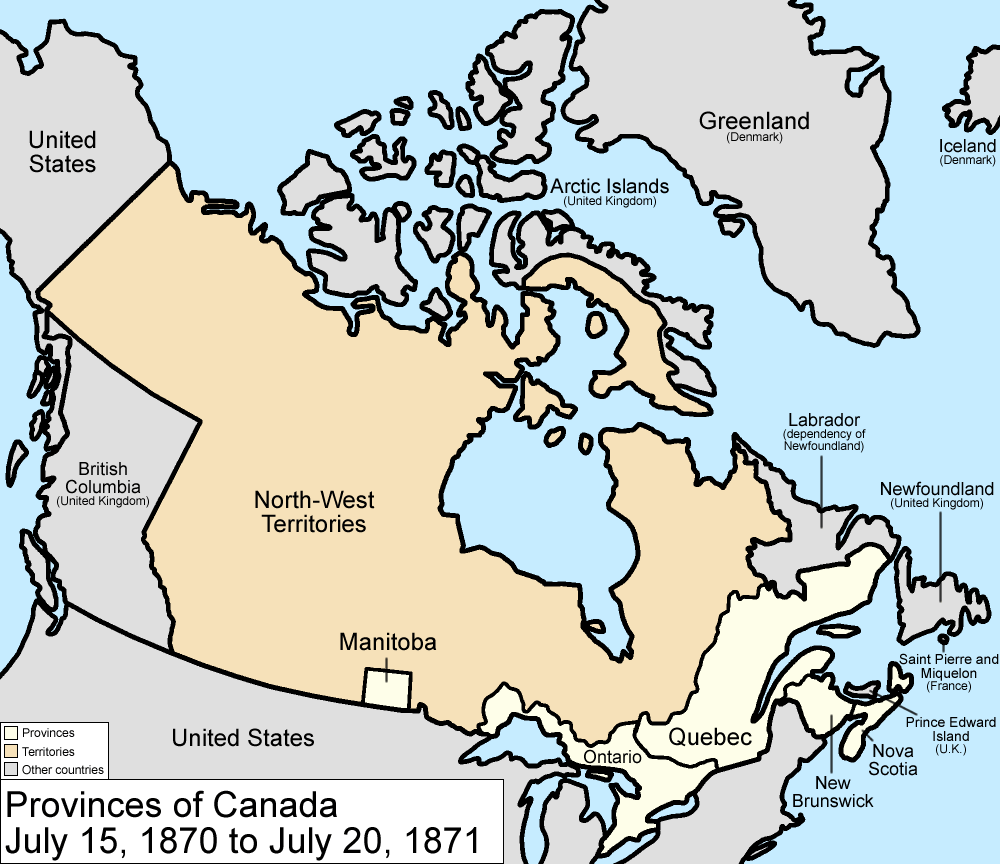
Kanadas provinser 1870.

Manitoba Act, ursprungligen kallad An Act to amend and continue the Act 32-33 Victoria, chapter 3; and to establish and provide for the Government of the Province of Manitoba, är en lag i Kanadas parlament som listas i Constitution Act, 1982 som en del av Kanadas konstitution. Genom lagen skapades den kanadensiska provinsen Manitoba som en fortsättning på lagen An Act for the Temporary Government of Rupert's Land and the North-Western Territories when united with Canada då Ruperts land och Nordvästra territoriet införlivades med Kanada den 15 juli 1870.

### Fotnoter
1. ↑  Constitution Act, 1982, s. 52 and Schedule, Item 2.
2. ↑  An Act for the Temporary Government of Rupert's Land and the North-Western Territories when united with Canada Arkiverad 16 augusti 2011 hämtat från the Wayback Machine., S.C. 1869, c. 3.